# Platylabus monotonus
Platylabus monotonus är en stekelart som beskrevs av Heinrich 1962. Platylabus monotonus ingår i släktet Platylabus och familjen brokparasitsteklar. Inga underarter finns listade i Catalogue of Life.